# 章鱿
章鱿（Octosquid）是鞭鱿科的一个深海物种。2007年在夏威夷发现。有八只触手，却有着鱿鱼一样的外表。
章鱿是夏威夷国家能源实验室在抽取3000英尺处海水进行研究时无意间在管子过滤器裡发现的。在发现后存活了三天。